# Сулев, Иван
Иван Сулев (болг. Иван Сулев; родился 11 сентября 2006 года, Пловдив, Болгария) — болгарский футболист, полузащитник клуба «Кальяри».

## Клубная карьера
Иван Сулев является воспитанником футбольного клуба «Локомотив Пловдив». За клуб дебютировал в матче против «Славии Софии». Всего за клуб сыграл 8 матчей.
31 января 2023 года за 300 тысяч евро перешёл в «Кальяри».

## Карьера в сборной
За сборную Болгарии до 17 лет сыграл 3 матча, где забил 2 мяча.